# KKTV
KKTV是台灣媒體科技集團 KKCompany 旗下的的串流影音服務品牌，結合臺灣、日本、韓國、香港及中国大陆等，各地的影音內容與影音串流服務，除了在iOS和Android推出軟體提供用戶隨身收看外，也支援中華電信MOD、AirPlay和Chromecast，可以直接將影音內容投放到電視上使用。
除了海內外授權戲劇內容，KKTV也投入自製原生內容，目前已上架五部自製劇。

## 發展歷史
2016年6月27日，與韓國娛樂集團CJ E&M合作。KKTV主要與CJ E&M合作其旗下tvN與OCN二個戲劇頻道。
2016年6月29日，與韓國SBS電視台合作，提供節目如生存綜藝《叢林的法則》。
2016年7月4日，與東京電視台、富士電視台合作，提供節目如改編於同名漫畫的《孤獨的美食家》和松嶋菜菜子主演的營業部長 吉良奈津子。
2016年7月6日，KKTV正式上架；同年8月10日，KKTV正式開台。
2016年9月6日，提供韓國CJ M Countdown和SBS「K POP COUNTDOWN」人氣歌謠歌唱比賽的直播與VOD版權。
2016年10月 跟播日本秋季檔日劇「砂之塔」，此劇同時為KKTV同步跟播日劇的第一部。
(因為在8月正式開站後到10月跟播砂之塔之前的日劇，都是引進日本播畢的日劇。)
2017年7月31日，與中華電信MOD合作。
2017年8月17日，與Yahoo奇摩合作。

## 版本列表
根據作業平台的不同，KKTV的軟體可以分為以下類別：
- KKTV iOS－適用於安裝 iOS 13 以上之 iPhone、iPod 及 iPad，支援 Apple TV 的 AirPlay 及 Chromecast 投放方式。現有安裝 iOS 3.34.0 （含）以下各版號用戶仍可繼續使用現有 App 內的各項功能服務
- KKTV Android－適用於安裝Android 5.0 以上，並支援現有 DRM 播放之手機/平板裝置，同時支援 Chromecast 投放方式。不支援透過瀏覽器播放。
- KKTV AndroidTV－適用於安裝 Android 5.1 以上之數位機上盒（Set-Top-Box）及數位電視，必須通過 Google 認證並完整支援 Leanback Framework，且支援現有 DRM 播放之機上盒設備。
- 中華電信MOD－支援型號 307 以上之機上盒設備，且需透過中華電信訂閱 KKTV 才能使用服務。

## 自製電視劇列表
| 首播時間       | 電視劇名稱           | 主演                                               |
| -------------- | -------------------- | -------------------------------------------------- |
| 2016年8月18日  | 重新。沒來過         | 張睿家、姚以緹、喻永翔、朱永德、黃榕兒             |
| 2017年5月10日  | 紅色氣球             | 徐韜、陳世承、亮哲、謝坤達、方志友、吳子霏         |
| 2017年5月10日  | 私室                 | 黃尚禾、謝祖武、鄭人碩、許乃涵、曾紫庭、蘇育惟     |
| 2017年12月13日 | 第一次               | 曹婕妤、黃禮豐、柯淑勤、李洺中、唐從聖             |
| 2018年7月4日   | 美男魚澡堂           | 李沛旭、賴琳恩、陳昊森                             |
| 2020年2月14日  | 2020因為愛你         | 李時剛、徐謀俊、張又瑋、郭宇宸、黃士杰、蘇韋華     |
| 2020年6月19日  | Life 線上的我們      | 白洲迅、樂驅                                       |
| 2021年5月20日  | 約·定                | 賴東賢、王碩瀚、廖偉博、余杰恩、李迪恩             |
| 2021年9月17日  | 隔離後見個面，好嗎？ | 河合朗弘、邱治澔、張雅惟、林鼎強、歐陽MAMA、賴東賢 |
| 2022年2月6日   | 我家浴缸的二三事     | 禾浩辰、蔡凡熙、劉主平、溫慶禹、洪至賢、張碩航     |

## 外部連結
- KKTV官方網站 （页面存档备份，存于）
- KKTV的Facebook專頁
- KKTV的Instagram帳戶
- YouTube上的KKTV頻道
- KKTV的X（前Twitter）
- KKTV （页面存档备份，存于）的iOS APP Store
- KKTV （页面存档备份，存于）的Android Google Play